# Muzeum Diecezjalne w Siedlcach
Muzeum Diecezjalne w Siedlcach (muzeum diecezji siedleckiej) powstało w 1918 roku z inicjatywy ks. bp. Henryka Przeździeckiego, jako muzeum diecezji podlaskiej z siedzibą w Janowie Podlaskim.
W 1924 roku muzeum zostało przeniesione (wraz z diecezją) do Siedlec. Siedzibą muzeum został budynek kurii biskupiej. W 1991 roku zostało przeniesione do nowej siedziby przy ul. Świrskiego. W latach 1992–1999 przeprowadzono w budynku gruntowne prace adaptacyjne pomieszczeń dla celów muzealnych. 1 marca 2000 roku ks. bp. Jan Wiktor Nowak wydał dekret erygujący Muzeum Diecezjalne w Siedlcach. Muzeum oficjalnie zostało otwarte 1 czerwca 2000 roku. 15 października 2004 roku została w nim uroczyście otwarta ekspozycja obrazu Święty Franciszek otrzymujący stygmaty, którego autorstwo przypisywane jest El Grecowi.